# Gagarin (město)
Gagarin (rusky Гагарин), do roku 1968 Gžatsk (rusky Гжатск), je ruské město, administrativní centrum Gagarinského rajónu Smolenské oblasti. Má 25,8 tisíce obyvatel.
Město leží na řece Гжать, v jižní části Gžatsko-vazuzské nížiny, 180 km na jihozápad od Moskvy a 239 km severovýchodně od Smolenska.

## Známé osobnosti
- Nikolaj Noskov (1956) — ruský skladatel, zpěvák